# Quintanilla del Molar
Quintanilla del Molar – gmina w Hiszpanii, w prowincji Valladolid, w Kastylii i León, o powierzchni 14,59 km². W 2011 roku gmina liczyła 69 mieszkańców.